# Alvási apnoe
Az alvási apnoe olyan rendellenesség, amikor alvás közben a szokásosnál gyakrabban fordul elő légzési szünet vagy felületes légzés. Mindegyik intervallum néhány másodperctől néhány percig tarthat, és éjszaka sokszor előfordul.
A legtöbb esetben ez a tünet a személy hangos horkolását okozza. A légzés újraindulásakor fulladás vagy horkolás hallható. Mivel a rendellenesség megzavarja a normális alvási mintát, az ebben szenvedők egész nap fáradtnak vagy álmosnak érezhetik magukat. Gyermekeknél hiperaktivitást vagy tanulási problémákat okozhat.

## Oka és kezelése
Az alvási apnoe lehet obstruktív alvási apnoe, ahol a légzés megszakad a légáramlás elzáródása miatt, vagy központi alvási apnoe, amikor a rendszeres, öntudatlan légzés egyszerűen leáll, vagy a kettő kombinációja. Az obstruktív alvási apnoe a leggyakoribb formája. A kockázati tényezők közé tartozik az elhízás, a családi anamnézis, az allergiák, a szűk légutak és a megnagyobbodott mandulák.
Vannak, akik nem tudják, hogy ilyen állapotuk van. A legtöbb esetben egy családtag ismeri fel először. Az alvási apnoét gyakran éjszakai alvásvizsgálattal diagnosztizálják. A diagnózis felállításához éjszakánként ötnél több eseménynek kell bekövetkeznie.
A kezelés magában foglalhatja a személy életmódjának megváltoztatását, intubálást, légzőkészüléket vagy műtétet. Az életmódbeli változások közé tartozhat az alkohol kerülése, a fogyás, a dohányzás abbahagyása és az oldalra fekvés. A légzőkészülékek közé tartozhat a légúti túlnyomást okozó gép. Kezelés nélkül az alvási apnoe növelheti a szívroham, a stroke, a cukorbetegség, a szívelégtelenség, a szabálytalan szívverés, az elhízás és az autóbalesetek kockázatát.

## Gyakorisága
Az obstruktív alvási apnoe a felnőttek 1-6%-át és a gyermekek 2%-át érinti.  A férfiak körülbelül kétszer olyan mértékben érintettek, mint a nők.  Bár akármilyen életkorú embernél előfordulhat, 55 és 60 év között gyakrabban fordul elő.  Központi alvási apnoe az emberek kevesebb mint 1%-ánál fordul elő.

## Fordítás
- Ez a szócikk részben vagy egészben  a   Slaapapnee című afrikaans Wikipédia-szócikk ezen változatának fordításán alapul.  Az eredeti cikk szerkesztőit annak laptörténete sorolja fel. Ez a jelzés csupán a megfogalmazás eredetét és a szerzői jogokat jelzi, nem szolgál a cikkben szereplő információk forrásmegjelöléseként.